# Jesús Arismendi
Jesús Arismendi Lazo (Arequipa, Provincia de Arequipa, Perú, 25 de marzo de 1987) es un futbolista peruano. Juega como lateral derecho o mediocentro y su equipo actual es el Unión Comercio de la Primera División del Perú.

## Trayectoria
Arismendi actuaba en el equipo su barrio, el Fogatas club del distrito de Paucarpata, y a los 16 años llegó a Melgarcito, el equipo de menores del FBC Melgar. Hizo su estreno en la Primera División del Perú en el 2005, con camiseta del Melgar, enfrentando a la Universidad César Vallejo de Trujillo, en Arequipa, donde jugó 30 minutos en lugar de Diego Bustamante. Fue dirigido en el club rojinegro por Roberto Mosquera, Teddy Cardama y Claudio Techera. En el 2007 marcó dos goles y fue una de las piezas que más usó el entrenador Rafael Castillo.
En diciembre de 2009, fichó por la Universidad César Vallejo de Trujillo para la campaña 2010 por pedido de Mario Viera, siendo titular regularmente. Con este club logró jugar en la Copa Sudamericana 2010. Vallejo finalizó en el quinto lugar del Descentralizado, clasificando a la Copa Sudamericana 2011. En diciembre de 2010, firmó su retorno a Melgar para la temporada 2011 donde logró salvar la categoría.
Tras ello se marchó a Sport Boys donde otra vez volvió a pelear el descenso perdiendo la categoría con el cuadro rosado. En los siguientes años militó en el UTC de Cajamarca y el Ayacucho FC donde destacó en la temporada 2014, siendo voceado para reforzar a algún equipo de la capital.
En 2016 volvió al club que lo vio nacer futbolísticamente el F.B.C. Melgar quedando subcampeón aquella temporada. Al año siguiente retornó al Ayacucho F. C. tras la poca continuidad en el equipo Arequipeño. En 2018 fue fichado por Real Garcilaso.

## Clubes
| Club                       | País | Año       |
| -------------------------- | ---- | --------- |
| FBC Melgar                 | Perú | 2005-2009 |
| Universidad César Vallejo  | Perú | 2010      |
| FBC Melgar                 | Perú | 2011      |
| Sport Boys                 | Perú | 2012      |
| Univ. Técnica de Cajamarca | Perú | 2013      |
| Inti Gas                   | Perú | 2014-2015 |
| FBC Melgar                 | Perú | 2016      |
| Ayacucho FC                | Perú | 2017      |
| Real Garcilaso             | Perú | 2018-2019 |
| Carlos Mannucci            | Perú | 2020-2020 |